# L'Action Française (quotidiano)

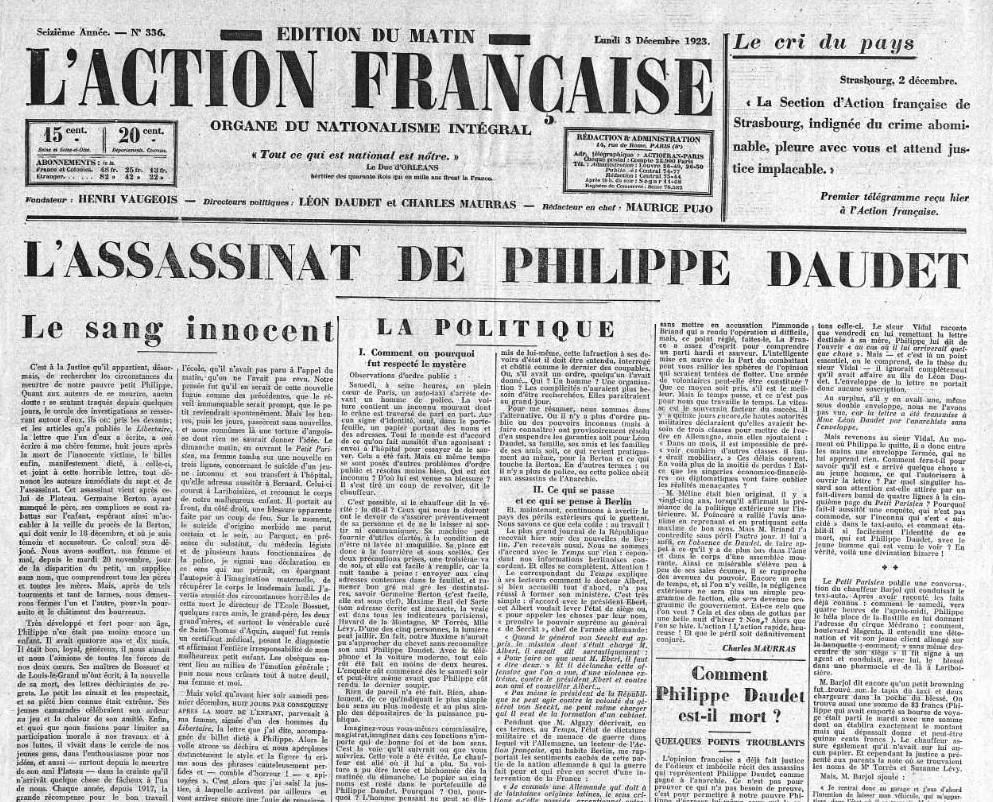

L'Action française. Organe du nationalisme intégral è stato un quotidiano fondato a Parigi nel marzo 1908 e soppresso dopo la Liberazione del Paese nell'agosto 1944.
È stato il successore del settimanale Revue d'Action française di Henri Vaugeois e Maurice Pujo.
Direttore ne è stato il celebre Charles Maurras, capo del movimento Action Française, che rappresentava la destra politica francese. La linea editoriale del quotidiano era nettamente antiparlamentarista, nazionalista, monarchica, anticomunista, antimassonica ed antisemita, espressione fedele del movimento di cui era organo politico.

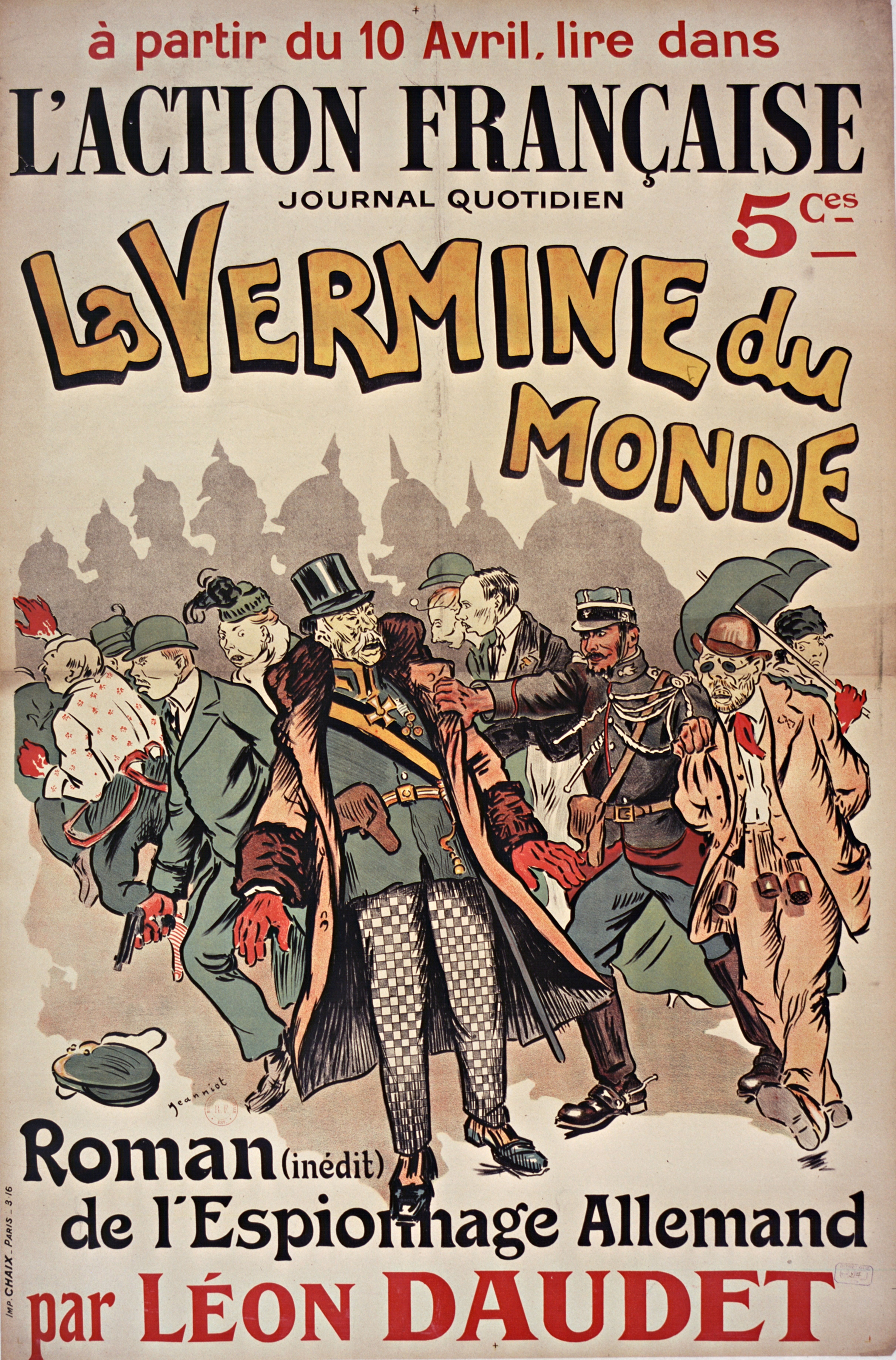
Manifesto (1918)

L'Action française fu anche all'origine di una scuola intellettuale e letteraria che raggruppò numerosi filosofi, storici, poeti e romanzieri attorno a pubblicazioni come la Revue critique des idées et des livres (1908-1924) o la Revue universelle (1920-1941).
Il quotidiano avversò fieramente gli orientamenti politici della Terza Repubblica.
Ostile al pangermanesimo e alla Germania in generale negli anni Trenta ma anche all'eventualità di una nuova guerra mondiale, nel 1938 il quotidiano applaudì agli accordi di Monaco (e Maurras si felicitò con Neville Chamberlain per aver negoziato con Hitler).
Spostato dopo l'armistizio del 1940 a Limoges e quindi a Lione, il quotidiano divenne uno dei pilastri ideologici della Francia di Vichy.
Alla liberazione della Francia il quotidiano è vietato e i suoi dirigenti, a partire da Maurras, sono imprigionati.
Dal 1947 al 1992 è stato sostituito dal settimanale Aspects de la France, attualmente va invece in edicola il mensile L'Action Française 2000.